# 大内盛見
大内 盛見（おおうち もりあきら／もりはる）は、室町時代前期の武将、守護大名。室町幕府相伴衆、周防・長門・豊前守護。大内氏の第11代当主。大内弘世の子。兄に義弘、満弘、弟に弘茂、道通（みちなお?/ひろみち?）など。子に教弘、教幸、盛持（もりもち）など。

## 生涯
天授3年/永和3年（1377年）、大内弘世の6男として山口に生まれる。応永3年（1396年）に九州探題渋川満頼に対して少弐貞頼・菊池武朝が反乱を起こすと次兄の満弘と共に九州に出陣している。
応永6年（1399年）、室町幕府に対して応永の乱を起こした長兄の義弘が幕府軍と戦って敗死。兄の命により周防の守備についていた盛見は、兄の遺志を継ぐべく3代将軍足利義満への抵抗と大内氏の家督相続を画策する。一方、兄と共に応永の乱に参加していた盛見の弟・弘茂は兄の敗死と共に幕府に降伏し、義満に臣従することでその後ろ盾を得て兄の跡を継ごうとしたため、ここに盛見と弘茂による後継者争いが起こった。
応永7年（1400年）に弘茂が周防・長門に下向すると敗退し一旦豊後に引き下がる。弘茂は守護として国内の平定に乗り出すが、翌応永8年（1401年）に、弘茂の留守を突いて反撃に出て長門下山城で弘茂を討ち取り、弘茂の跡を継いだもう1人の弟、道通を滅ぼした上、安芸・石見に進撃して道通を支援した国人衆も降伏させ、家督を掌握した。更に道通の補佐を期待した大内満世（満弘の子）も盛見に降伏してしまった。足利義満は盛見に対抗できるような人物をすべて失い、少弐氏・菊池氏に攻められている九州探題渋川満頼の支援に乗り出す必要性もあったため、やむなく応永11年（1404年）には家督相続を追認、周防・長門守護職を安堵している。だが、応永10年4月28日に「周防・長門凶徒」として治罰の御判御教書を発して追討の対象としてきた盛見の討伐に失敗したことは義満にとっては屈辱であり、盛見も義満の在世中には決して上洛しなかった。なお、応永13年（1406年）頃に出家して徳雄と号した。
以後は幕命により九州の経営に尽力し、応永15年（1408年）に豊後守護職にも任命される。なお、この年、足利義満が病死している。応永16年（1409年）、盛見は上洛して在京、相伴衆として幕政に参加するなど幕府に重用された。応永32年（1425年）、九州探題渋川義俊が少弐満貞・菊池兼朝らに敗れると帰国して九州に下向し反乱を平定、以後は義俊の従弟で新たな九州探題渋川満直を援助して九州の勢力拡大に取り組み、永享元年（1429年）に再度上洛して新将軍となった足利義教に拝謁、筑前が幕府の御料所となると筑前の代官に任命された。しかし、少弐満貞や大友持直と筑前の領有をめぐって敵対関係となり、九州に遠征して両氏と戦ったが、永享3年（1431年）に筑前国怡土郡にて戦死した（戦没地としては怡土荘説と深江荘説がある）。享年55。盛見の死後、甥の大内持世・持盛兄弟が後継ぎ争いを起こし、持世が家督を継いでいる。
なお、大友持直らの反乱を重く見た6代将軍足利義教は安芸など近隣の国人に九州への出兵命令を下し、武田信繁・小早川則平（小早川氏）・河野通久らが九州に向かい持直らと交戦した。もっとも、足利義教も大内氏の力が強くなりすぎることを警戒して大友持直との和議も検討しており、これに対して盛見から異議が出されている。だが、盛見の突然の戦没によって大友氏との和議の件はうやむやとなり、問題は次代の持世以降に引き継がれることになった。
文人としても優れ、京都五山の僧達と交わって禅を修め、応永25年（1418年）から永享3年に及ぶ宇佐神宮の造営を手がけ、氷上山興隆寺に供養会を開くなど文化的業績を挙げた。また、李氏朝鮮と通交して大蔵経を印行させ、大きな利益を得ている。

## 偏諱を与えた人物
- 大内盛清（甥（庶兄・弘正の子）、子孫は冷泉氏となる）
- 小早川盛景